# Ivan Schranz
Ivan Schranz (Bratislava, 13 settembre 1993) è un calciatore slovacco, attaccante dello Slavia Praga e della nazionale slovacca.

## Caratteristiche tecniche
Gioca come elemento della linea offensiva ricoprendo la posizione di ala destra, ma può giocare pure come punta centrale o ala sinistra. Come rigorista calcia bene dal dischetto, inoltre fa pure uso del tiro di testa, è un giocatore atleticamente forte, veloce e dotato di buone capacità di posizionamento, sa calciare con potenza dalla media distanza dove principalmente fa prevalere le sue capacità di finalizzatore, abile nel tirare di prima intenzione oltre ad avvalersi di entrambi i piedi durante la conclusione.

## Carriera

### Club
Cresciuto nelle giovanili del Petržalka 1898 per poi passare in prima squadra, nel 2012 si trasferisce nello Spartak Trnava, segnando un gol nella sua terza partita, con la rete del 2-0 battendo il Nitra. Nel 2014 durante le qualificazioni per l'Europa League Schranz segna una doppietta decidendo la vittoria su 2-1 contro il St. Johnstone. In un breve prestito dove ha giocato per il Sparta Praga nel 2015 partecipa a sole due partite della Pohár FAČR giocate entrambe contro il Jablonec.
Nell'edizione 2015-2016 del campionato slovacco, Schranz segna otto reti, la prima nella vittoria per 2-0 contro il Podbrezová, mette a segno un gol battendo per 3-0 sia il Žilina che il Zemplín Michalovce, è autore della rete del 3-1 sconfiggendo l'AS Trenčín, segna una rete sia contro il Spartak Myjava che contro il Ružomberok vincendo entrambi i match per 2-1, infine segna una doppietta prevalendo per 3-2 contro il FC ViOn.
Dal 2017 al 2018 ha giocato per il Dukla Praga, segnando in tutto 13 reti, segue poi una breve esperienza con l'AEL Limassol dove gioca solo sette partite. Gioca poi nel Dyn. Č. Budějovice segnando 9 gol in campionato, realizza una rete sconfiggendo per 3-1 il Teplice, segna il gol del 3-0 battendo sia il Mladá Boleslav che il MFK Karviná, sigla un gol sconfiggendo per 3-2 il Bohemians 1905, inoltre segna una doppietta vincendo per 3-1 contro il Sigma Olomouc.
Nella stagione 2020-2021 ha giocato con il Jablonec, nel campionato segna una rete battendo il České Budějovice, il Zbrojovka Brno e il Slovan Liberec vincendo tutti e tre match per 2-1, è autore del gol del 1-0 vincendo contro lo Sparta Praga, con un rigore segna la rete del 2-0 sconfiggendo il Trinity Zlín, un'altra rete la segna nella vittoria su 4-1 contro il SFC Opava, inoltre è autore di una doppietta sconfiggendo per 3-1 il Sigma Olomouc.
Successivamente finisce con vestire la maglia dello Slavia Praga, durante la Conference League segna un gol battendo per 3-1 l'Union Berlin, un'altra rete la mette a segno sconfiggendo per 3-2 il Fenerbahçe. Partecipa all'Europa League, segna una rete nella schiacciate vittoria per 6-0 contro lo Sheriff oltre a segnare un gol nella partita vinta per 4-0 contro il Servette.

### Nazionale
Ha giocato nelle nazionali giovanili slovacche Under-17 ed Under-19.
Con la nazionale Under-21 ha partecipato alle qualificazioni agli Europei di categoria.
Esordisce con la nazionale maggiore il 4 settembre 2020, nella sconfitta per 3-1 contro la Repubblica Ceca, in tale occasione Schranz segna il suo primo gol con la maglia della Slovacchia. Viene convocato per Euro 2024, il 17 giugno segna il gol vincente alla prima partita contro il Belgio imponendosi per 1-0 in quella che è stata l'unica vittoria della Slovacchia nel torneo. Il 21 giugno segna un'altra rete nella sconfitta 1-2 contro l'Ucraina, tuttavia la Slovacchia si qualifica comunque per gli ottavi di finale affrontando l'Inghilterra, Schranz segna un gol e benché la Slovacchia fosse sul punto di eliminare l'Inghilterra la squadra avversaria vince in rimonta per 2-1.

## Statistiche

### Cronologia presenze e reti in nazionale
| Cronologia completa delle presenze e delle reti in nazionale ― Slovacchia | Cronologia completa delle presenze e delle reti in nazionale ― Slovacchia | Cronologia completa delle presenze e delle reti in nazionale ― Slovacchia | Cronologia completa delle presenze e delle reti in nazionale ― Slovacchia | Cronologia completa delle presenze e delle reti in nazionale ― Slovacchia | Cronologia completa delle presenze e delle reti in nazionale ― Slovacchia | Cronologia completa delle presenze e delle reti in nazionale ― Slovacchia | Cronologia completa delle presenze e delle reti in nazionale ― Slovacchia |
| Data                                                                      | Città                                                                     | In casa                                                                   | Risultato                                                                 | Ospiti                                                                    | Competizione                                                              | Reti                                                                      | Note                                                                      |
| ------------------------------------------------------------------------- | ------------------------------------------------------------------------- | ------------------------------------------------------------------------- | ------------------------------------------------------------------------- | ------------------------------------------------------------------------- | ------------------------------------------------------------------------- | ------------------------------------------------------------------------- | ------------------------------------------------------------------------- |
| 4-9-2020                                                                  | Bratislava                                                                | Slovacchia                                                                | 1 – 3                                                                     | Rep. Ceca                                                                 | UEFA Nations League 2020-2021 - 1º turno                                  | 1                                                                         | 65’                                                                       |
| 7-9-2020                                                                  | Netanya                                                                   | Israele                                                                   | 1 – 1                                                                     | Slovacchia                                                                | UEFA Nations League 2020-2021 - 1º turno                                  | -                                                                         | 67’                                                                       |
| 11-10-2020                                                                | Glasgow                                                                   | Scozia                                                                    | 1 – 0                                                                     | Slovacchia                                                                | UEFA Nations League 2020-2021 - 1º turno                                  | -                                                                         | 62’                                                                       |
| 18-11-2020                                                                | Plzeň                                                                     | Rep. Ceca                                                                 | 2 – 0                                                                     | Slovacchia                                                                | UEFA Nations League 2020-2021 - 1º turno                                  | -                                                                         | 81’                                                                       |
| 24-3-2021                                                                 | Nicosia                                                                   | Cipro                                                                     | 0 – 0                                                                     | Slovacchia                                                                | Qual. Mondiali 2022                                                       | -                                                                         | 78’                                                                       |
| 27-3-2021                                                                 | Trnava                                                                    | Slovacchia                                                                | 2 – 2                                                                     | Malta                                                                     | Qual. Mondiali 2022                                                       | -                                                                         | 82’                                                                       |
| 30-3-2021                                                                 | Trnava                                                                    | Slovacchia                                                                | 2 – 1                                                                     | Russia                                                                    | Qual. Mondiali 2022                                                       | -                                                                         | 90+2’                                                                     |
| 6-6-2021                                                                  | Vienna                                                                    | Austria                                                                   | 0 – 0                                                                     | Slovacchia                                                                | Amichevole                                                                | -                                                                         | 7’                                                                        |
| 1-9-2021                                                                  | Lubiana                                                                   | Slovenia                                                                  | 1 – 1                                                                     | Slovacchia                                                                | Qual. Mondiali 2022                                                       | -                                                                         | 73’ 76’                                                                   |
| 4-9-2021                                                                  | Bratislava                                                                | Slovacchia                                                                | 0 – 1                                                                     | Croazia                                                                   | Qual. Mondiali 2022                                                       | -                                                                         | 62’                                                                       |
| 7-9-2021                                                                  | Bratislava                                                                | Slovacchia                                                                | 2 – 0                                                                     | Cipro                                                                     | Qual. Mondiali 2022                                                       | 1                                                                         | 79’                                                                       |
| 8-10-2021                                                                 | Kazan'                                                                    | Russia                                                                    | 1 – 0                                                                     | Slovacchia                                                                | Qual. Mondiali 2022                                                       | -                                                                         |                                                                           |
| 11-10-2021                                                                | Osijek                                                                    | Croazia                                                                   | 2 – 2                                                                     | Slovacchia                                                                | Qual. Mondiali 2022                                                       | 1                                                                         | 80’                                                                       |
| 3-6-2022                                                                  | Novi Sad                                                                  | Bielorussia                                                               | 0 – 1                                                                     | Slovacchia                                                                | UEFA Nations League 2022-2023 - 1º turno                                  | -                                                                         | 59’                                                                       |
| 6-6-2022                                                                  | Trnava                                                                    | Slovacchia                                                                | 0 – 1                                                                     | Kazakistan                                                                | UEFA Nations League 2022-2023 - 1º turno                                  | -                                                                         | 46’                                                                       |
| 10-6-2022                                                                 | Baku                                                                      | Azerbaigian                                                               | 0 – 1                                                                     | Slovacchia                                                                | UEFA Nations League 2022-2023 - 1º turno                                  | -                                                                         | 90+2’                                                                     |
| 17-6-2023                                                                 | Reykjavík                                                                 | Islanda                                                                   | 1 – 2                                                                     | Slovacchia                                                                | Qual. Euro 2024                                                           | -                                                                         | 81’                                                                       |
| 8-9-2023                                                                  | Bratislava                                                                | Slovacchia                                                                | 0 – 1                                                                     | Portogallo                                                                | Qual. Euro 2024                                                           | -                                                                         | 35’ 63’                                                                   |
| 13-10-2023                                                                | Porto                                                                     | Portogallo                                                                | 3 – 2                                                                     | Slovacchia                                                                | Qual. Euro 2024                                                           | -                                                                         | 86’                                                                       |
| 16-10-2023                                                                | Lussemburgo                                                               | Lussemburgo                                                               | 0 – 1                                                                     | Slovacchia                                                                | Qual. Euro 2024                                                           | -                                                                         | 63’                                                                       |
| 16-11-2023                                                                | Bratislava                                                                | Slovacchia                                                                | 4 – 2                                                                     | Islanda                                                                   | Qual. Euro 2024                                                           | -                                                                         | 79’                                                                       |
| 9-6-2024                                                                  | Trnava                                                                    | Slovacchia                                                                | 4 – 0                                                                     | Galles                                                                    | Amichevole                                                                | -                                                                         | 71’                                                                       |
| 17-6-2024                                                                 | Francoforte sul Meno                                                      | Belgio                                                                    | 0 – 1                                                                     | Slovacchia                                                                | Euro 2024 - 1º turno                                                      | 1                                                                         | 41’ 81’                                                                   |
| 21-6-2024                                                                 | Düsseldorf                                                                | Slovacchia                                                                | 1 – 2                                                                     | Ucraina                                                                   | Euro 2024 - 1º turno                                                      | 1                                                                         | 86’                                                                       |
| 26-6-2024                                                                 | Francoforte sul Meno                                                      | Slovacchia                                                                | 1 – 1                                                                     | Romania                                                                   | Euro 2024 - 1º turno                                                      | -                                                                         | 78’                                                                       |
| 30-6-2024                                                                 | Gelsenkirchen                                                             | Inghilterra                                                               | 2 – 1 dts                                                                 | Slovacchia                                                                | Euro 2024 - Ottavi di finale                                              | 1                                                                         | 90+3’                                                                     |
| 16-11-2024                                                                | Solna                                                                     | Svezia                                                                    | 2 – 1                                                                     | Slovacchia                                                                | UEFA Nations League 2024-2025 - 1º turno                                  | -                                                                         | 57’                                                                       |
| 19-11-2024                                                                | Bratislava                                                                | Slovacchia                                                                | 1 – 0                                                                     | Estonia                                                                   | UEFA Nations League 2024-2025 - 1º turno                                  | -                                                                         | 77’                                                                       |
| 20-3-2025                                                                 | Bratislava                                                                | Slovacchia                                                                | 0 – 0                                                                     | Slovenia                                                                  | UEFA Nations League 2024-2025 - Play-off                                  | -                                                                         | 78’                                                                       |
| 23-3-2025                                                                 | Lubiana                                                                   | Slovenia                                                                  | 1 – 0 dts                                                                 | Slovacchia                                                                | UEFA Nations League 2024-2025 - Play-off                                  | -                                                                         | 75’                                                                       |
| 7-6-2025                                                                  | Candia                                                                    | Grecia                                                                    | 4 – 1                                                                     | Slovacchia                                                                | Amichevole                                                                | -                                                                         | 76’                                                                       |
| 10-6-2025                                                                 | Debrecen                                                                  | Israele                                                                   | 1 – 0                                                                     | Slovacchia                                                                | Amichevole                                                                | -                                                                         | 58’                                                                       |
| Totale                                                                    |                                                                           | Presenze                                                                  | 32                                                                        |                                                                           | Reti                                                                      | 6                                                                         |                                                                           |

## Palmarès

### Club

#### Competizioni nazionali
- Campionato ceco: 1

Slavia Praga: 2024-2025

### Individuale
- Capocannoniere dell'Europeo: 1

2024 (3 gol)